# Josephus Tethool
Josephus Tethool MSC (* 1. April 1934 in Besuk, Merauke, Indonesien; † 18. Januar 2010) war Weihbischof in Amboina, Indonesien.

## Leben
Josephus Tethool trat der Ordensgemeinschaft der Herz-Jesu-Missionare bei, legte am 22. August 1957 die Profess ab und empfing am 20. Dezember 1961 die Priesterweihe.
Papst Johannes Paul II. ernannte ihn 1982 zum Titularbischof von Apisa Maius und bestellte ihn zum Weihbischof im Bistum Amboina. Die Bischofsweihe spendete ihm am 26. September 1982 Erzbischof Pablo Puente Buces, Apostolischer Pro-Nuntius in Indonesien; Mitkonsekratoren waren Andreas Peter Cornelius Sol MSC, Bischof von Amboina, und Francis Xavier Sudartanta Hadisumarta OCarm, Bischof von Malang.
2009 wurde durch Papst Benedikt XVI. seinem altersbedingten Ruhestandsgesuch stattgegeben.